# 飛鳥資料館
飛鳥資料館（あすかしりょうかん）は、奈良県明日香村にある奈良文化財研究所の附属機関。

## 概要
1970年12月18日の閣議において飛鳥地域の出土品などを保管するための施設の建設が決定され、谷口吉郎設計による数寄屋風のコンクリート建築による資料館が建てられ、1975年3月16日に開館した。飛鳥時代における倭国の中心であった飛鳥地域で発掘された多くの出土品を展示するとともに、飛鳥地域の研究の最新情報を提供している。
常設展示は第一・第二の2つの展示室で行われている。第一展示室は「仏教伝来と蘇我氏」、「飛鳥の宮殿」、「律令国家への歩み」、「飛鳥の古墳」、「飛鳥の寺院」の5つのコーナーからなり、高松塚古墳出土品をはじめとした、飛鳥地域の宮跡、寺院、古墳などの関係資料を展示している。第二展示室は蘇我倉山田石川麻呂の発願によって建立された山田寺（桜井市山田）の関係資料を展示している。山田寺跡からは、1982年の発掘調査により、東回廊の部材の一部が出土した。これは、世界最古の木造建築として知られる法隆寺金堂よりさらに古い、7世紀なかばの建築部材である。第二展示室では、出土した東回廊の部材のなかでも保存状態のよい3間分を使用した復原展示が行われている。
2020年2月27日から同年3月15日にかけて、新型コロナウイルスの感染拡大に伴い、国立博物館などとともに臨時休館措置が取られた。

## 文化財

### 重要文化財（国指定）
- 石造須弥山 石造男女像 奈良県髙市郡明日香村飛鳥字石神出土（考古資料） - 1980年（昭和55年）6月6日指定[3][4]。（飛鳥の石造物#主な石造物）
- 高松塚古墳出土品（考古資料） - 内訳は後出。1974年（昭和49年）4月17日指定[5]。
- 奈良県山田寺跡出土品（考古資料） - 内訳は後出。2007年（平成19年）6月8日指定[6]。

高松塚古墳出土品
- 棺関係遺物
  - 金銅製透飾金具 1箇
  - 金銅製円形飾金具 6箇
  - 金銅製六花文座金具 2箇
  - 銅製座金具 6箇
  - 銅製角釘 一括
  - 漆塗木棺破片 一括
- 銀荘唐様大刀金具類 9箇
- 海獣葡萄鏡 1面
- 玉類
  - ガラス製粟玉 936箇
  - ガラス製丸玉 6箇
  - 琥珀製丸玉 2箇
- 附:土器類（土師器、須恵器、瓦器等）一括

奈良県山田寺跡出土品
- 回廊部材（復元東面回廊3間分） 92点
- 建築部材 88点
- 銅板五尊像 1点
- 銅押出仏 3点
- 塼仏（せんぶつ） 39点（「せん」の漢字は土偏に「専」の旧字体）
- 灯籠 1基分
- 金属製品 137点
- ガラス小玉 3点
- 瓦塼類（がせんるい） 556点（「せん」の漢字は土偏に「専」の旧字体）
- 土器・土製品 106点
- 木製品 51点
- 石製品 14点
- 銭貨 15点
- 木簡 27点

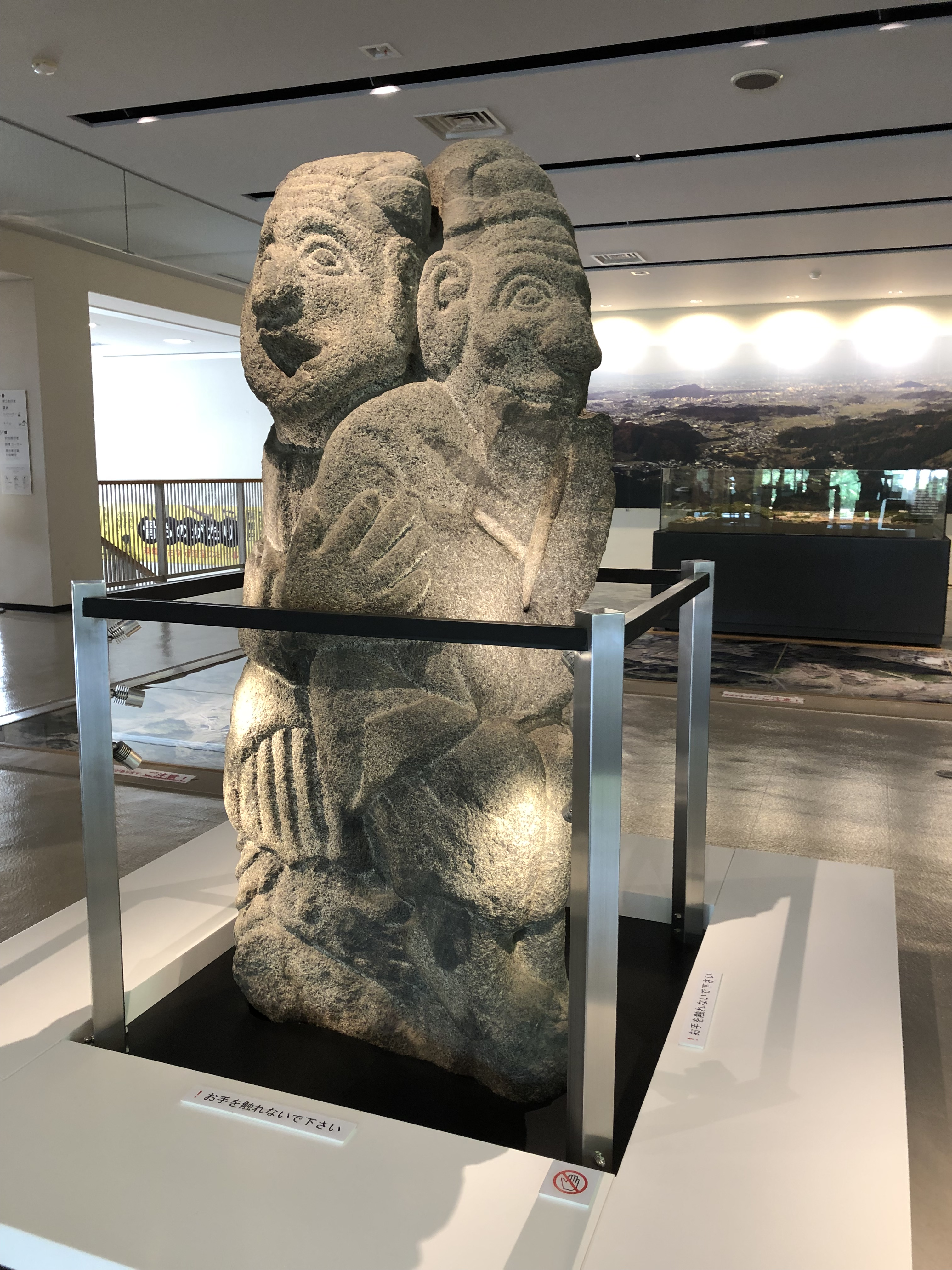
石人像（重要文化財）
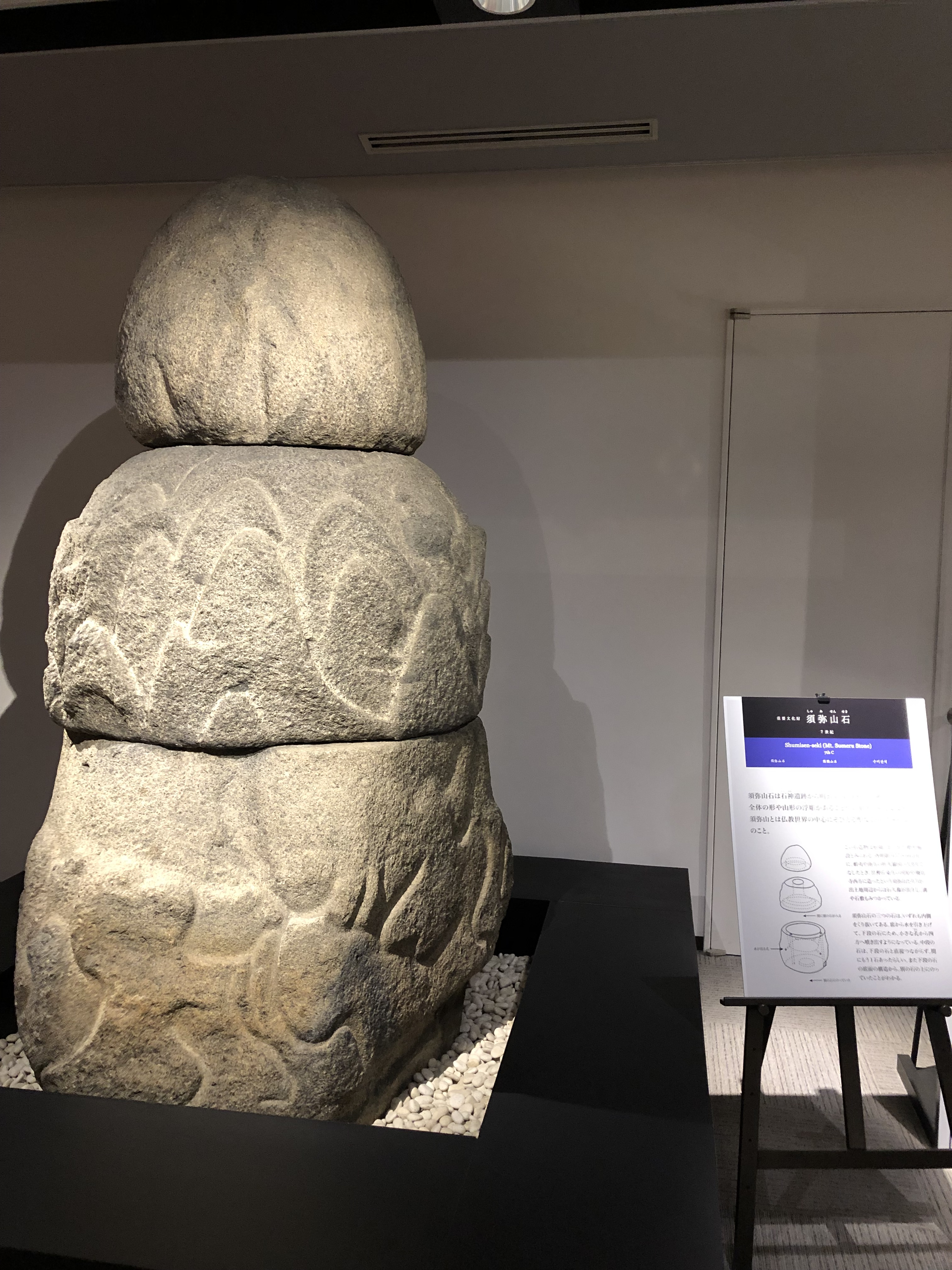
須弥山石（重要文化財）
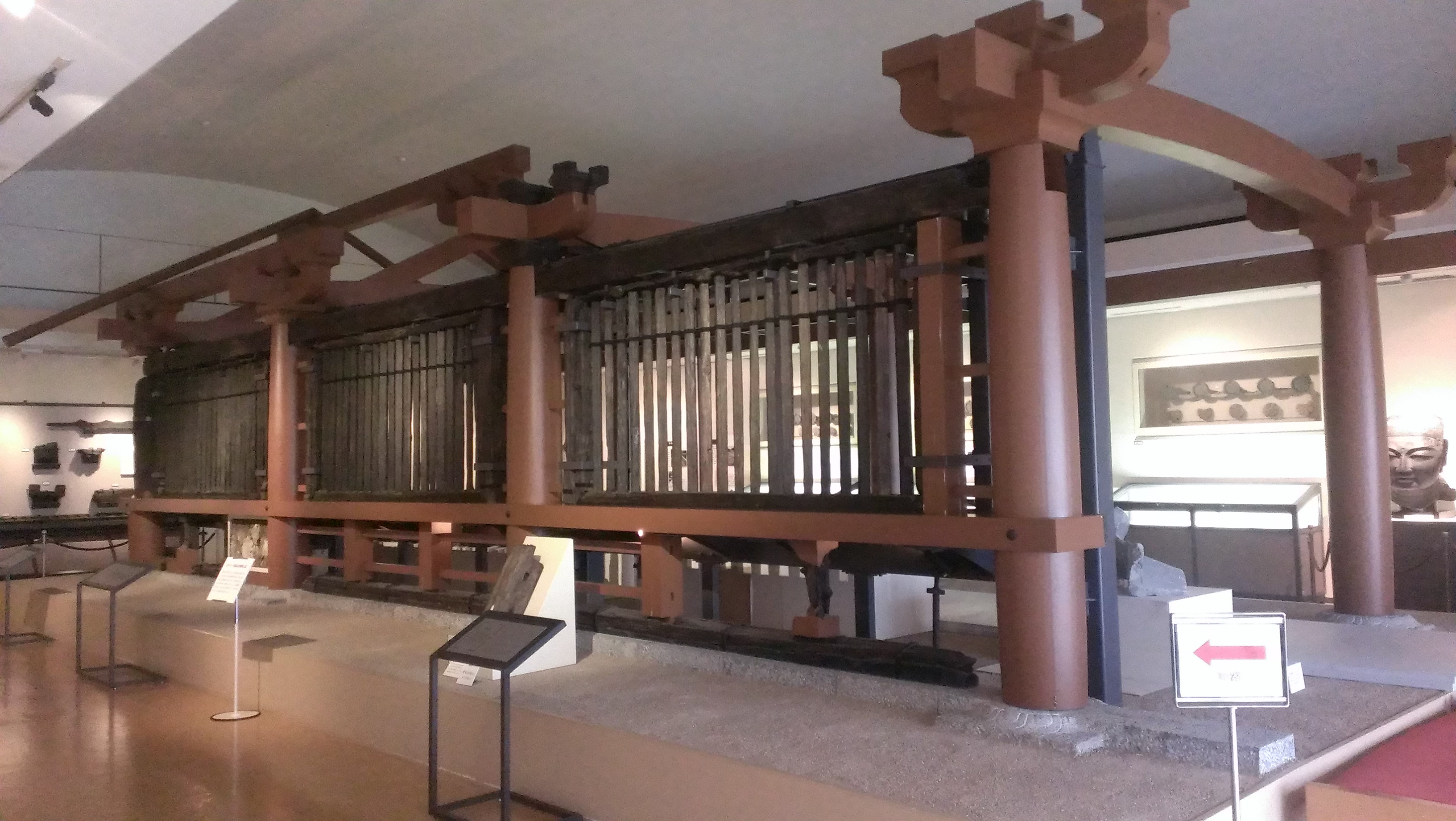
山田寺東回廊の展示
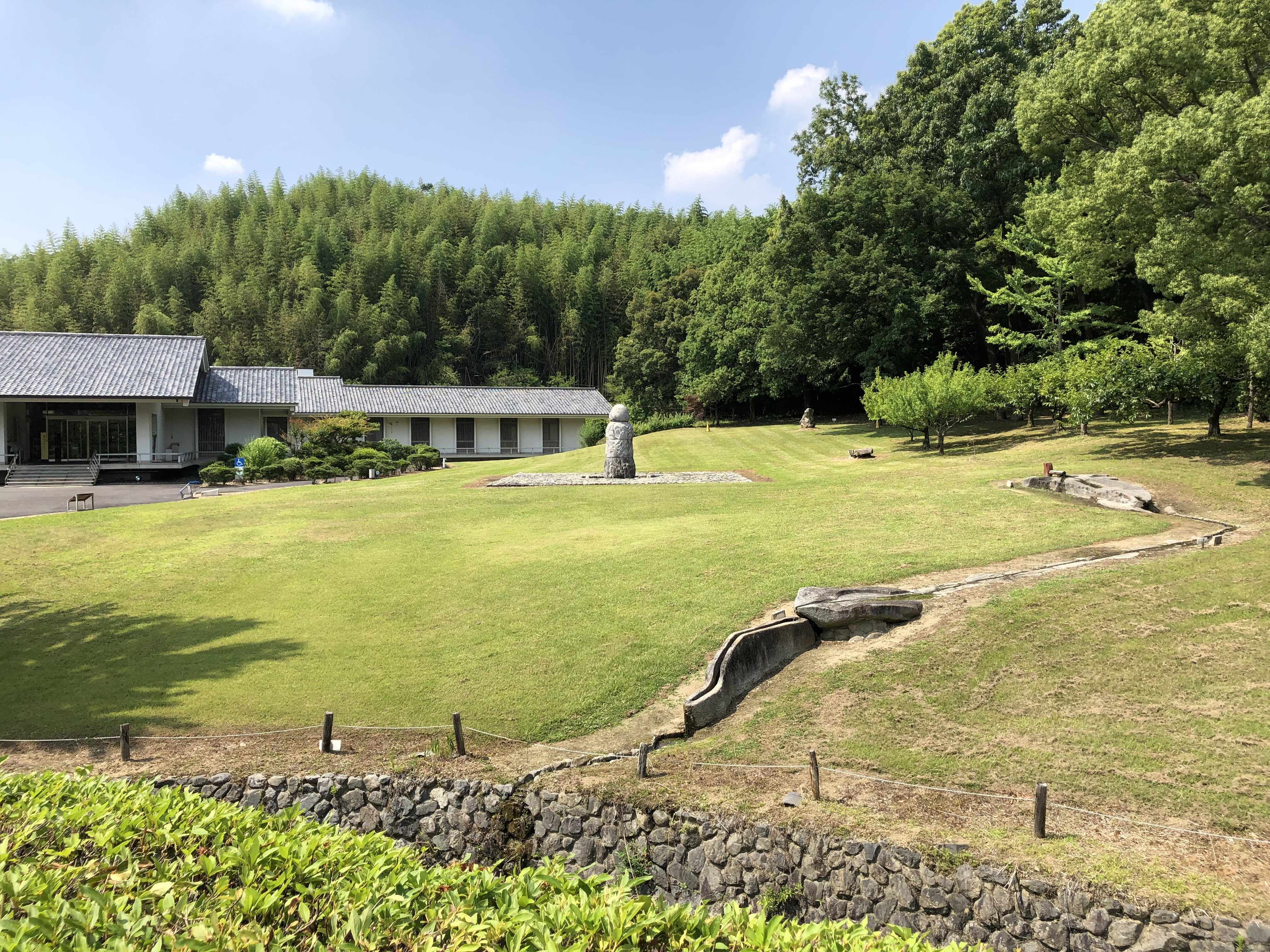
庭園

## 交通
- バス
  - 近鉄橿原神宮前駅・飛鳥駅から明日香周遊バス赤かめで明日香奥山・飛鳥資料館西下車。
  - 近鉄・JR桜井駅から奈良交通36系統明日香奥山・飛鳥資料館西行きで飛鳥資料館下車。